# 富士森公園
富士森公園（ふじもりこうえん）は東京都八王子市台町二丁目にある公園。
開園は1896年（明治29年）。市内最古の公園である。盆地内の台地部にあり、古くから「富士森の丘」と呼ばれたが、現在では周辺の開発により富士山を見ることはできない。園内には、富士浅間神社およびその富士塚や、戦没者慰霊塔などもある。
八王子市民の憩いの場になっており、春には桜の花見で盛り上がる。
また、八王子まつりでの花火大会の会場にもなっている。
2020年東京オリンピックの聖火リレーでセレブレーション会場となった、聖火ランナーは公募により1万人程度が選ばれた。聖火リレーについて、組織委員会はスポンサー企業4社と各都道府県実行委員会が行ったランナー公募に延べ53万5717件の応募があったと発表した。東京都の公募枠は165人で、1万6910人から応募があった、倍率は102倍になった。

## 施設
- 富士森体育館（旧称:市民体育館）
  - 2016年2月15日に設備を一新しリニューアルオープン
  - 以前大日本プロレスの試合がおこなわれたが、プロレスの会場になる事は近隣の八王子市民会館の方が多く、同体育館での開催は異例
- 八王子市民球場
  - 高校野球の西東京大会の球場の一つになっているが、以前は都市対抗野球やイースタン・リーグの公式戦も行われ、かつて読売ジャイアンツに所属した1軍登録前の呂明賜は同球場の1試合で3本の本塁打を放つ
- 陸上競技場
  - 1986年、ミニ独立国オリンピックのメイン会場となった。開会式は市民球場で行なわれた
- フットサルコート

## 閉鎖した施設
- 市民プール（2004年9月）

## 行事
- 八王子まつり花火大会
- 富士森公園フリーマーケット